# Григорово (Нижньогородська область)
Григорово (рос. Григорово) — село в Большемурашкинському районі Нижньогородської області Російської Федерації.
Населення становить 495 осіб. Входить до складу муніципального утворення Григоровська сільрада.

## Історія
Від 2009 року входить до складу муніципального утворення Григоровська сільрада.

## Населення
| 1999 | 2002 | 2010 |
| ---- | ---- | ---- |
| 674  | ↘605 | ↘495 |